# Tiemirgojewskaja
Tiemirgojewskaja (ros. Темиргоевская) – stanica w Rosji, w Kraju Krasnodarskim, w rejonie kurganińskim. W 2021 liczyła 8084 mieszkańców.